# Джеймс Мессі
Мессі Джеймс (англ. James Lee Massey; 11 лютого 1934, Ваузен, Огайо — 16 червня 2013) — американський вчений, що зробив значний внесок в теорію інформації і криптографію. Був професором-емеритом цифрових технологій у Швейцарській вищій технічній школі Цюриха. Найбільш значними його роботами є застосування алгоритму пошуку найкоротшого регістра зсуву з лінійним зворотним зв'язком Елвіна Берлекемпа до лінійних кодів (алгоритм Берлекемпа — Мессі), розробка блокових алгоритмів шифрування IDEA (спільно з Сюецзя Лаєм) і SAFER, криптосистеми Мессі - Омури (спільно з Джимом Омурою).

## Біографія
Мессі народився 11 лютого 1934 року в Ваузен, Огайо. Він виріс у багатодітній родині. У шестирічному віці Мессі залишився без батька. Незабаром, після цього, його мати вийшла заміж і вони всією сім'єю переїхали в Мендота, штат Іллінойс. Провчившись там до 14 років, сім'я Мессі переїхала в Оттаву. Наступні 7 років він і його брат навчалися у місцевій церковно-парафіяльній школі. Мессі був дуже здібний у математиці, але він ніколи не був зацікавлений в наукових експериментах.
Про роки дитинства та навчання згадував:
Це була Оттава, штат Іллінойс, недалеко від Мендоти. Це приблизно на півдорозі між Чикаго і Піорією, якщо ви проведете лінію між ними. Оттава знаходиться приблизно в 80 милях від Чикаго. Ми з братом не ходили в середню школу в Оттаві. Мендота належала католицькій дієцезії Піорії. Ми пішли в парафіяльну школу. Це була цікава школа. У кожній кімнаті було два класи. Перший і другий класи були в одній кімнаті, і вчитель розділяв свій час навчаючи перший клас, а тоді другий клас, а тоді класи з третього по восьмий. Ми пройшли там останні сім років обов'язкової освіти. У перший рік ми були в Огайо. В тій дієцезії була стипендія в академію преподобного Беда,тобто, хлопчачу бенедиктинську школу. У парафіяльних школах це було дуже престижно. Черниці були дуже горді, якщо хтось вигравав цю стипендію. У мене з братом були однакові шанси поїхати на екзамен, тому все вирішила випадковість. Вони могли відправити лише одного, тому відправили мене, і я виграв стипендію. Таким чином ми обидва потрапили до академії Беда.
Оригінальний текст (англ.)
It was Ottawa, Illinois. It's near Mendota. It's about halfway between Chicago and Peoria if you drew a line between the two. Ottawa is about 80 miles from Chicago. Interstate 80 goes by Ottawa. My brother and I did not go to high school in Ottawa. Mendota belonged to the Catholic diocese of Peoria. We went to the parochial school. It was an interesting school. There were two classes in every room. The first and second grades were in one room, and the teacher would divide her time in teaching the first grade and then the second grade, then the third through eighth. We had gone there for the last seven years of grade school. The first year we had been in Ohio. In that diocese there was a scholarship to St. Bede Academy, a boy's Benedictine school. In the parochial schools this was very prestigious. The nuns were very proud if someone would win that scholarship. It was a tossup whether they would send my brother or me to take the exam. They could only send one, so they sent me and I won the scholarship. Therefore we both went to St. Bede.

Свою вищу освіту він отримав в університеті Нотр-Дам. Так у 1956 році Мессі отримав ступінь бакалавра наук в області електротехніки. Після трьох років військової служби, в 1959 році Мессі вступив в Массачусетський технологічний інститут, де зосередився на теорії кодування.
У 1962 році він отримує ступінь доктора філософії. На другому курсі аспірантури Мессі вирішив, що хотів пов'язати свою діяльність з інформацією. Там він познайомився з такими людьми, як Фано і Шеннон. В якості теми для дисертації Мессі вибрав згортковий код.
Після отримання ступеня, Мессі вирішив повернутися в університет Нотр-Дам, де він продовжував вивчати радіотехніку аж до 1977 року. Тут він влаштувався викладачем на електротехнічному факультеті. Мессі отримав нагороду Томаса Меддена за вагомий внесок у навчання першокурсників університету Нотр-Дам. Він пробув в університеті з 1962 по 1977 рік. Мессі дуже активно брав участь у діяльності університету, наприклад був головою Student Life Counsil.
Там же Мессі проводив дослідження в області кодування і комунікацій. Спільно з Берлікемпом він розробив алгоритм пошуку найкоротшого регістра зсуву з лінійним зворотним зв'язком для поданої на вхід бінарної послідовності. З 1966 по 1967 рік Мессі вирішив взяти відпустку і вирушити в Массачусетський технологічний інститут. Тут він вів курс для аспірантів, який називався «алгебраїчне кодування». Паралельно Мессі працював разом із найкращим другом Галлагером, якому він допоміг закінчить книгу з теорії інформації. З 1971 по 1972 рік Мессі провів у Данському технологічному інституті. Там він читав курси. У 1977 році Мессі вирішив залишити університет Нотр-Дам у зв'язку з розлученням із власною дружиною. В цей же час його запрошують в Лос-Анджелес і на факультет UCLA в Массачусетський технологічний інститут. Мессі погоджується. Після року перебування в Массачусетському технологічному інституті, його зацікавила дисертація одного з докторантів Галлагера, яка називалася «Алгоритм вирішення колізій». У 1980 році Мессі повертається до Швейцарської вищої технічної школи Цюріха. У цей час він працював у галузі безпеки криптографії і секретності кодування та дослідження зв'язку з довільним доступом. Мессі, разом з одним із своїх найкращих друзів Омурою, зробили пару винаходів і подали заявки на патенти. Надалі один із них отримав назву «алгоритм Мессі — Омура». Також Мессі розробив шифр SAFER. Через деякий час цей шифр був доопрацьований і прийнятий в якості основи протоколу аутентифікації Bluetooth. У 1982 році Мессі попросили прочитати фундаментальні лекції в області криптографії в одному з університетів Китаю. В цей час він разом з докторантом Лайєм Сюецзя розробили новий блочний шифр, який вони запатентували як IDEA (англ. International Data Encryption Algorythm). У 1998 році Мессі йде на пенсію і переїжджає в Копенгаген, де живе там до своєї смерті.
Помер від раку 16 червня 2013 року в своєму будинку в Копенгагені, Данія

## Почесні звання та нагороди
- член Національної інженерної академії США
- член Королівської Академії Наук Швеції[4]
- член IEEE, 1971
- Нагорода IEEE ім. Бейкера[en], 1987
- Премія Шенона, 1988
- Медаль IEEE імені Александра Грема Белла, 1992
- Премія Марконі, 1999
- член IACR, 2009[5]